# Єлле Ведемейєр
Єлле Ведемейєр (нім. Joelle Wedemeyer; нар. 12 серпня 1996, Брауншвейг, Німеччина) — німецька футболістка, захисниця клубу німецької Бундесліги «Вольфсбург».

## Клубна кар'єра
До 2011 року виступала за «Вольфенбюттель», після чого перебралася до дівочої команди «Вольфсбурга». За юнацькі команду Вольфсбурга виступала в чемпіонатах Нижньої Саксонії 2011 (U-15), 2012 (U-17) та 2013 (U-19). У сезоні 2012/13 років дебютувала за другу команду клубу, яка виступала в Молодіжній Бундеслізі Північ/Північний Схід.
Починаючи з сезону 2013/14 років тренувалася з першою командою клубу, проте грала переважно за другу команду. 28 вересня 2013 року дебютувала за першу команду в поєдинку другого раунду кубку Німеччини проти представника Регіоналліги «Бюрк Гретеш». Вперше в клубних континентальних змаганнях зіграла 16 жовтня 2013 року в поєдинку Ліги чемпіонів проти естонського «Пярну». У Бундеслізі дебютувала 15 квітня 2015 року в поєдинку проти «Герфордера». Дебютним голом за другу команду «Вольфсбурга» відзначилася 21 лютого 2016 року в поєдинку проти «Генштедта-Ульцбюрга».

## Кар'єра в збірній
Учасниця дівочих чемпіонатів Європи WU-19 2014 та 2015 років. За дівочу збірну Німеччини WU-19 дебютувала в Брюсселі 7 квітня 2014 року в переможному (7:0) поєдинку проти України. З жіночою молодіжною збірною Німеччини виступала на чемпіонаті світу U-20, який проходив з 5 по 24 серпня 2014 року в Канаді. Ведемейєр вийшла на поле в другому таймі фінального поєдинку проти Нігерії, замінивши Ребекку Кнаак. На 98-й хвилині того матчу переможним голом відзначилася Лена Петерманн (1:0), чим принесла німецькій збірній перемогу на турнірі. 10 червня 2018 року в Гамільтоні дебютувала за головну національну команду в поєдинку проти збірної Канади.

## Статистика виступів
Станом на 27 жовтня 2018
| Клуб              | Сезон             | Чемпіонат | Чемпіонат | Кубок | Кубок | Міжнародні | Міжнародні | Загалом | Загалом |
| Клуб              | Сезон             | Матчі     | Голи      | Матчі | Голи  | Матчі      | Голи       | Матчі   | Голи    |
| ----------------- | ----------------- | --------- | --------- | ----- | ----- | ---------- | ---------- | ------- | ------- |
| «Вольфсбург II»   | 2012–13           | 0         | 0         | 0     | 0     | -          | -          | 0       | 0       |
| «Вольфсбург II»   | 2013–14           | 21        | 0         | 0     | 0     | -          | -          | 21      | 0       |
| «Вольфсбург II»   | 2014–15           | 10        | 0         | 0     | 0     | -          | -          | 10      | 0       |
| «Вольфсбург II»   | 2015–16           | 13        | 1         | 0     | 0     | -          | -          | 13      | 1       |
| «Вольфсбург II»   | 2016–17           | 1         | 0         | 0     | 0     | -          | -          | 1       | 0       |
| «Вольфсбург II»   | 2017–18           | 5         | 0         | 0     | 0     | -          | -          | 5       | 0       |
| «Вольфсбург II»   | Загалом           | 50        | 1         | 0     | 0     | 0          | 0          | 50      | 1       |
| «Вольфсбург»      | 2012–13           | 0         | 0         | 0     | 0     | 0          | 0          | 0       | 0       |
| «Вольфсбург»      | 2013–14           | 0         | 0         | 1     | 0     | 1          | 0          | 2       | 0       |
| «Вольфсбург»      | 2014–15           | 1         | 0         | 0     | 0     | 0          | 0          | 1       | 0       |
| «Вольфсбург»      | 2015–16           | 5         | 0         | 1     | 0     | 4          | 0          | 10      | 0       |
| «Вольфсбург»      | 2016–17           | 2         | 0         | 0     | 0     | 0          | 0          | 2       | 0       |
| «Вольфсбург»      | 2017–18           | 9         | 0         | 2     | 0     | 4          | 0          | 15      | 0       |
| «Вольфсбург»      | 2018–19           | 4         | 0         | 1     | 0     | 3          | 0          | 8       | 0       |
| «Вольфсбург»      | Загалом           | 21        | 0         | 5     | 0     | 12         | 0          | 38      | 0       |
| Усього за кар'єру | Усього за кар'єру | 71        | 1         | 5     | 0     | 12         | 0          | 88      | 1       |

## Досягнення

### Клубні
«Вольфсбург»
- Бундесліга
  -  Чемпіон (2): 2016/17, 2017/18

- Кубок Німеччини
  -  Володар (2): 2015/16, 2017/18

- Ліга чемпіонів УЄФА
  -  Володар (1): 2013/14

### Збірна
- Жіночий чемпіонат світу (U-20)
  -  Володар (1): 2014